# 古賀京子
古賀 京子（こが きょうこ、1976年12月15日 - ）は、佐賀県出身の元女子バスケットボール選手である。ポジションはフォワード。

## 来歴
佐賀清和高校から三菱電機に入社。
チームの主力として活躍し、ベスト5のタイトルを獲得する。
2004年引退。
2008年、山下雄樹ヘッドの元、コーチに就任。Wリーグ復帰に導いた。2016年、ヘッドコーチに昇格。
2023年にゼネラルマネージャーに転じるも、2025年ヘッドコーチ復帰。

## 経歴
- 佐賀清和高校 - 三菱電機（1995年〜2004年）

## 日本代表歴
- 2001アジア選手権

## 受賞歴
- 2001オールジャパンベスト5
- WJBL2001-02ベスト5